# Gruppo di NGC 507

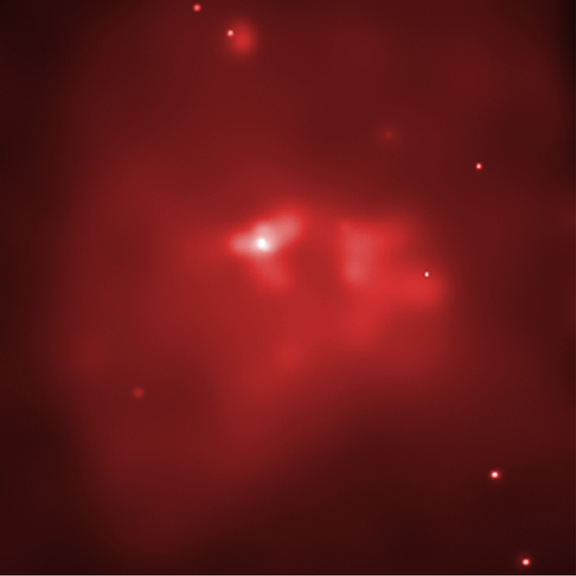
NGC 507 (Telescopio spaziale Chandra) (raggi X)

Il Gruppo di NGC 507 è un ammasso di galassie situato tra le costellazioni dei Pesci, Andromeda e Triangolo a circa 230 milioni di anni luce dalla Terra.
Il nome deriva dalla galassia lenticolare dominante, NGC 507 che occupa il centro dell'ammasso insieme a NGC 508; la coppia è classificata anche come ARP 229 anche se non sono evidenti segni di interazione tra di loro, essendo distanti circa 3 milioni di anni luce.
L'ammasso comprende almeno 42 galassie, 21 delle quali figurano nel New General Catalogue (NGC) e 5 nell'Index Catalogue (IC). Quattro membri di questo gruppo sono anche inclusi tra le galassie di Markarian. La  galassia più luminosa del gruppo è NGC 507, mentre la più estesa è NGC 536. Il gruppo si estende per circa 3 x 32 arc/min e misura 83 milioni di anni luce.
Il gruppo di NGC 507, insieme al gruppo di NGC 383 ed altri gruppi, costituisce l'ammasso dei Pesci che insieme all'ammasso di Perseo formano il superammasso di Perseo-Pesci.

## Membri del gruppo di NGC 507
| Nome       | Costellazione | Classificazione | Tipo                           | RA (J2000.0)  | DEC (J2000.0) | Velocità radiale (km/s) | Magnitudine apparente  | Distanza (Mpc) | Dimensioni (kal) |
| ---------- | ------------- | --------------- | ------------------------------ | ------------- | ------------- | ----------------------- | ---------------------- | -------------- | ---------------- |
| NGC 449    | Pesci         | (R')S?          | Spirale                        | 01h 16m 07.2s | 33° 05′ 22″   | 4780 ± 2                | 14,2                   | 66,3 ± 4,7     | 52               |
| NGC 451    | Pesci         | S?              | Spirale                        | 01h 16m 12.4s | 33° 03′ 51″   | 4880 ± 10               | 14,0                   | 67,5 ± 4,7     | 46               |
| NGC 483    | Pesci         | S?              | Spirale                        | 01h 21m 56.3s | 33° 31′ 15″   | 4666 ± 20               | 13,2                   | 84,3 ± 4,7     | 66               |
| NGC 501    | Pesci         | E0              | Ellittica                      | 01h 23m 22.4s | 33° 25′ 59″   | 5010 ± 15               | 14,5                   | 69,7 ± 4,9     | 59               |
| NGC 507    | Pesci         | SA0^0(r)        | Lenticolare                    | 01h 23m 39.9s | 33° 15′ 22″   | 4934 ± 7                | 11,2                   | 68,6 ± 4,8     | 262              |
| NGC 512    | Andromeda     | Sab             | Spirale                        | 01h 23m 59.8s | 33° 54′ 28″   | 4857 ± 10               | 13,2                   | 67,7 ± 4,7     | 126              |
| NGC 523    | Andromeda     | Sbc/P           | Spirale                        | 01h 25m 20.7s | 34° 01′ 30″   | 4758 ± 4                | 12,7                   | 66,1 ± 4,6     | 189              |
| NGC 528    | Andromeda     | S0              | Lenticolare                    | 01h 25m 33.6s | 33° 40′ 18″   | 4807 ± 28               | 12,5                   | 65,3 ± 4,6     | 125              |
| NGC 529    | Andromeda     | S0^-?           | Lenticolare                    | 01h 25m 40.4s | 34° 42′ 48″   | 4822 ± 18               | 12,1                   | 65,5 ± 4,6     | 140              |
| NGC 531    | Andromeda     | SB0/a?          | Lenticolare                    | 01h 26m 18.9s | 34° 45′ 14″   | 4660 ± 32               | 13,8                   | 72,7 ± 5,1     | 136              |
| NGC 536    | Andromeda     | SB(r)b          | Spirale barrata                | 01h 26m 21.8s | 34° 42′ 11″   | 5189 ± 5                | 12,4                   | 72,4 ± 5,1     | 236              |
| NGC 542    | Andromeda     | S?              | Spirale                        | 01h 26m 30.9s | 34° 40′ 31″   | 4662 ± 8                | 14,8                   | 64,8 ± 4,6     | 72               |
| NGC 551    | Andromeda     | SBbc            | Spirale barrata                | 01h 27m 40.6s | 37° 10′ 59″   | 5196 ± 7                | 12,7                   | 72,6 ± 5,1     | 118              |
| NGC 561    | Andromeda     | (R)SB(s)a       | Spirale barrata                | 01h 28m 18.7s | 34° 18′ 38″   | 4670 ± 10               | 12,9                   | 64,8 ± 4,6     | 109              |
| NGC 571    | Pesci         | S?              | Spirale                        | 01h 29m 56.0s | 32° 30′ 05″   | 4658 ± 7                | 13,7                   | 64,6 ± 4,5     | 115              |
| NGC 579    | Triangolo     | Scd             | Spirale                        | 01h 31m 46.5s | 33° 36′ 56″   | 4993 ± 4                | 13,3                   | 69,6 ± 4,9     | 116              |
| NGC 587    | Triangolo     | SAB(s)b         | Spirale intermedia             | 01h 32m 33.3s | 35° 21′ 31″   | 4530 ± 5                | 12,8                   | 62,8 ± 4,4     | 122              |
| NGC 591    | Andromeda     | (R')SB0/a       | Lenticolare                    | 01h 33m 31.2s | 35° 40′ 06″   | 4543 ± 10               | 12,9                   | 63,1 ± 4,8     | 87               |
| NGC 608    | Triangolo     | S?              | Spirale                        | 01h 35m 28.2s | 33° 39′ 24″   | 5103 ± 39               | 13,3                   | 71,2 ± 5,0     | 63               |
| NGC 614    | Triangolo     | S0?             | Lenticolare                    | 01h 35m 52.2s | 33° 40′ 55″   | 5161 ± 39               | 12,7                   | 72,1 ± 5,1     | 113              |
| NGC 634    | Triangolo     | Sa              | Spirale                        | 01h 38m 18.6s | 35° 21′ 53″   | 4925 ± 8                | 13,0                   | 68,8 ± 4,8     | 144              |
| IC 1666    | Pesci         | Scd?            | Spirale                        | 01h 19m 53.4s | 32° 28′ 02″   | 4880 ± 10               | 13,5                   | 67,8 ± 4,8     | 77               |
| IC 1683    | Andromeda     | S?              | Spirale                        | 01h 22m 39.0s | 34° 26′ 13″   | 4869 ± 20               | 13,5                   | 67,7 ± 4,8     | 112              |
| IC 1687    | Pesci         | E3 C            | Ellittica compatta             | 01h 23m 19.1s | 33° 16′ 31″   | 5019 ± 20               | 13,7                   | 69,9 ± 4,9     | 28               |
| IC 1689    | Pesci         | S0?             | Lenticolare                    | 01h 23m 47.8s | 33° 03′ 19″   | 4566 ± 7                | 13,8                   | 63,2 ± 4,4     | 58               |
| IC 1690    | Pesci         | S0              | Lenticolare                    | 01h 23m 49.5s | 33° 09′ 23″   | 4536 ± 21               | 13,9                   | 64,2 ± 4,5     | 70               |
| Mrk 980    | Andromeda     | C               | Compatta                       | 01h 19m 16.2s | 34° 51′ 29″   | 4862 ± 7                | 14,5 ± 0,3             | 67,5 ± 4,7     | 50               |
| Mrk 1155   | Pesci         | S0              | Lenticolare                    | 01h 26m 12.6s | 33° 24′ 18″   | 5117 ± 30               | 14,0 ± 0,3             | 71,3 ± 5,0     | 89               |
| Mrk 1158   | Triangolo     | Ext. C          | Compatta estrema               | 01h 34m 59.3s | 32° 02′ 22″   | 4585 ± 10               | 15,03                  | 63,6 ± 4,5     | ?                |
| Mrk 1160   | Triangolo     | C               | Compatta                       | 01h 38m 30.6s | 35° 12′ 45″   | 4787 ± 0                | 15,2 ± 0,3             | 66,7 ± 4,7     | 38               |
| UGC 748    | Andromeda     | S?              | Spirale                        | 01h 11m 43.5s | 35° 16′ 34″   | 4854 ± 6                | 13,86                  | 67,4 ± 4,7     | 160              |
| UGC 909    | Andromeda     | Sd              | Spirale                        | 01h 22m 01.4s | 37° 24′ 02″   | 5084 ± 5                | 12,71 ± 0,13           | 70,9 ± 5,0     | 126              |
| UGC 937    | Pesci         | S?              | Spirale                        | 01h 23m 37.5s | 32° 37′ 48″   | 4748 ± 20               | 14,56                  | 65,8 ± 4,6     | 78               |
| UGC 987    | Pesci         | SAB0/a          | Lenticolare                    | 01h 25m 31.4s | 32° 08′ 11″   | 4658 ± 6                | 14,39                  | 64,5 ± 4,5     | 146              |
| UGC 1066   | Pesci         | Scd?            | Spirale                        | 01h 29m 20.8s | 32° 03′ 52″   | 5068 ± 3                | 14,70 ± 0,05           | 70,6 ± 5,0     | 86               |
| UGC 1088   | Andromeda     | Scd?            | Spirale                        | 01h 31m 37.5s | 36° 50′ 00″   | 4894 ± 10               | 14,97                  | 68,2 ± 4,8     | 114              |
| UGC 1131   | Triangolo     | SABdm           | Spirale intermedia magellanica | 01h 35m 16.5s | 34° 28′ 19″   | 5086 ± 6                | 14,84                  | 71,1 ± 5,0     | 115              |
| UGC 1166   | Triangolo     | S0              | Lenticolare                    | 01h 38m 34.8s | 34° 59′ 32″   | 4785 ± 38               | 12,37 ± 0,02           | 66,6 ± 4,7     | 98               |
| PGC 5100   | Pesci         | E0              | Ellittica                      | 01h 23m 41.6s | 33° 12′ 10″   | 5158 ± 100              | 11,800 0,071 (Near-IR) | 71,9 ± 5,3     | 66               |
| MGC 5-4-48 | Pesci         | S?              | Spirale                        | 01h 23m 58.5s | 33° 18′ 48″   | 5022 ± 6                | 14,86                  | 69,9 ± 4,9     | 31               |
| MGC 6-4-12 | Andromeda     | ?               | ?                              | 01h 24m 00.5s | 34° 46′ 08″   | 4734 ± 50               | 14,1 ± 0,3             | 65,7 ± 4,7     | 26               |
| MGC 6-4-50 | Triangolo     | S?              | Spirale                        | 01h 39m 33.1s | 35° 09′ 35″   | 5168 ± 4                | 14,40                  | 72,3 ± 5,1     | 52               |

Il sito DeepskyLog permette di trovare agevolmente le costellazioni in cui si trovano le galassie; in alternativa si possono utilizzare le coordinate delle galassie per individuarle. Se non altrimenti indicato, le coordinate sono quelle fornite dal sito NASA/IPAC (National Aeronautics and Space Administration / Infrared Processing and Analysis Center).